# NGC 499
NGC 499 este o galaxie lenticulară situată în constelația Peștii. A fost descoperită în 12 septembrie 1784 de către William Herschel. De asemenea, a fost observată încă o dată de către John Herschel și în 1 decembrie 1899 de către Stéphane Javelle.